# Louis Heinrici
Louis Heinrici (* 30. Juli 1847 in Torgau; † vermutlich 1930 in Zwickau) war ein deutscher Industrieller und Fabrikant.

## Person
Zur Person des Fabrikanten Louis Heinrici ist nur wenig bekannt. Er war verheiratet mit Marie Elisabeth Heinrici, geb. Deustler, mit der er drei Söhne hatte: Joseph Hans Louis Heinrici, Ernst Hermann Heinrici und Rudolf Heinrici.

## Fabrik
Louis Heinrici begann im Jahre 1876 als 29-Jähriger mit der Fabrikation von Heißluftmotoren und Kleinmotoren zunächst in angemieteten Räumen. Sein erstes Fabrikgebäude baute er 1884 in Zwickau (Sachsen), in der Talstraße 6.
Den Fabrikbetrieb startete er mit zwei Arbeitern, einer Drehbank und einer  Feldschmiede.
Die offizielle Firmenbezeichnung lautete: Louis Heinrici, Mechanische Werkstätten für Präzisionsarbeiten, Zwickau in Sachsen
Die von Heinrici produzierten Heißluftmotoren fanden als Massenprodukt im gewerblichen und privaten Bereich weite Verbreitung, weil diese als preiswerte und zuverlässige Kraftquellen dienten.

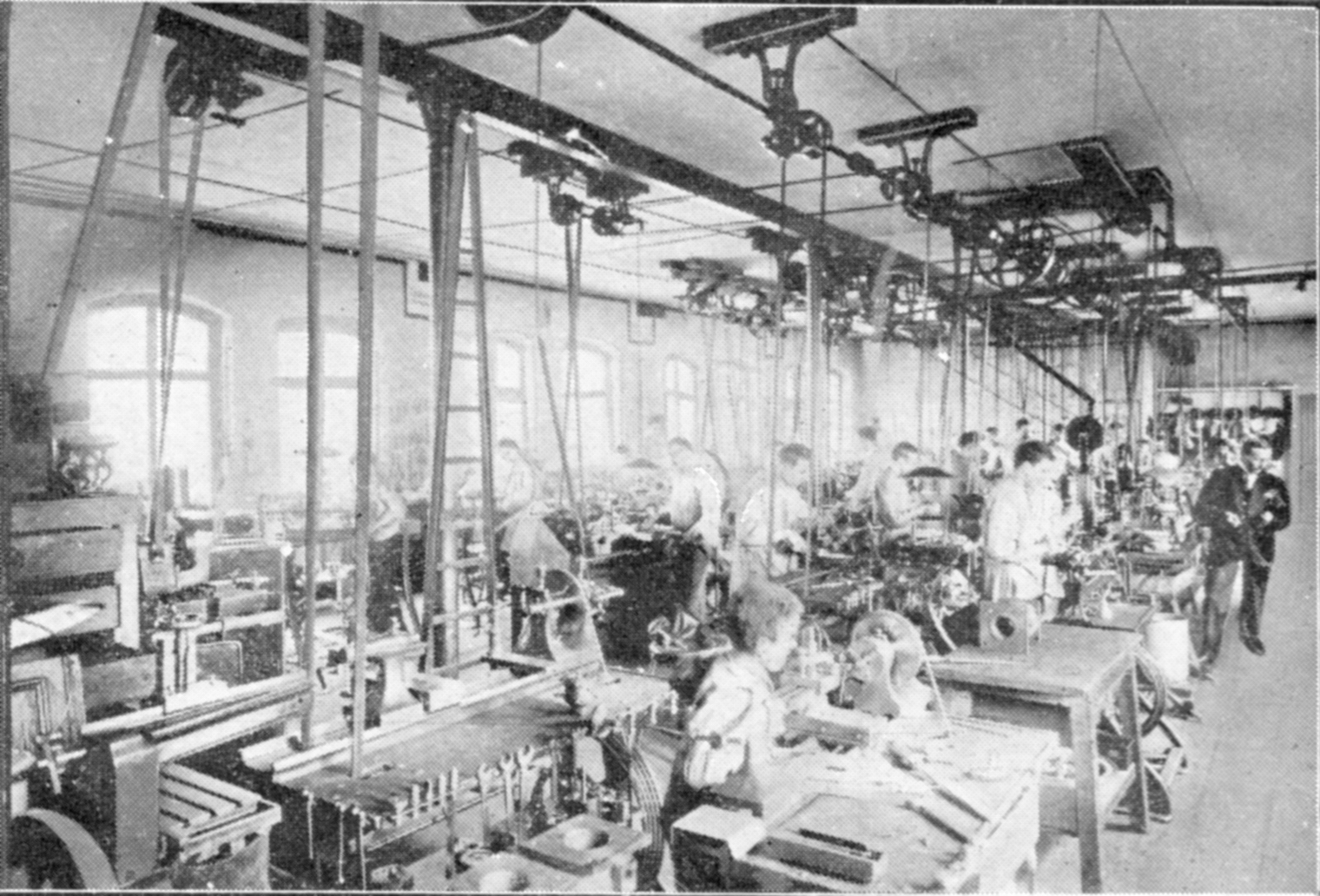
Fabrik-Innenansicht: Unterer Drehsaal 1
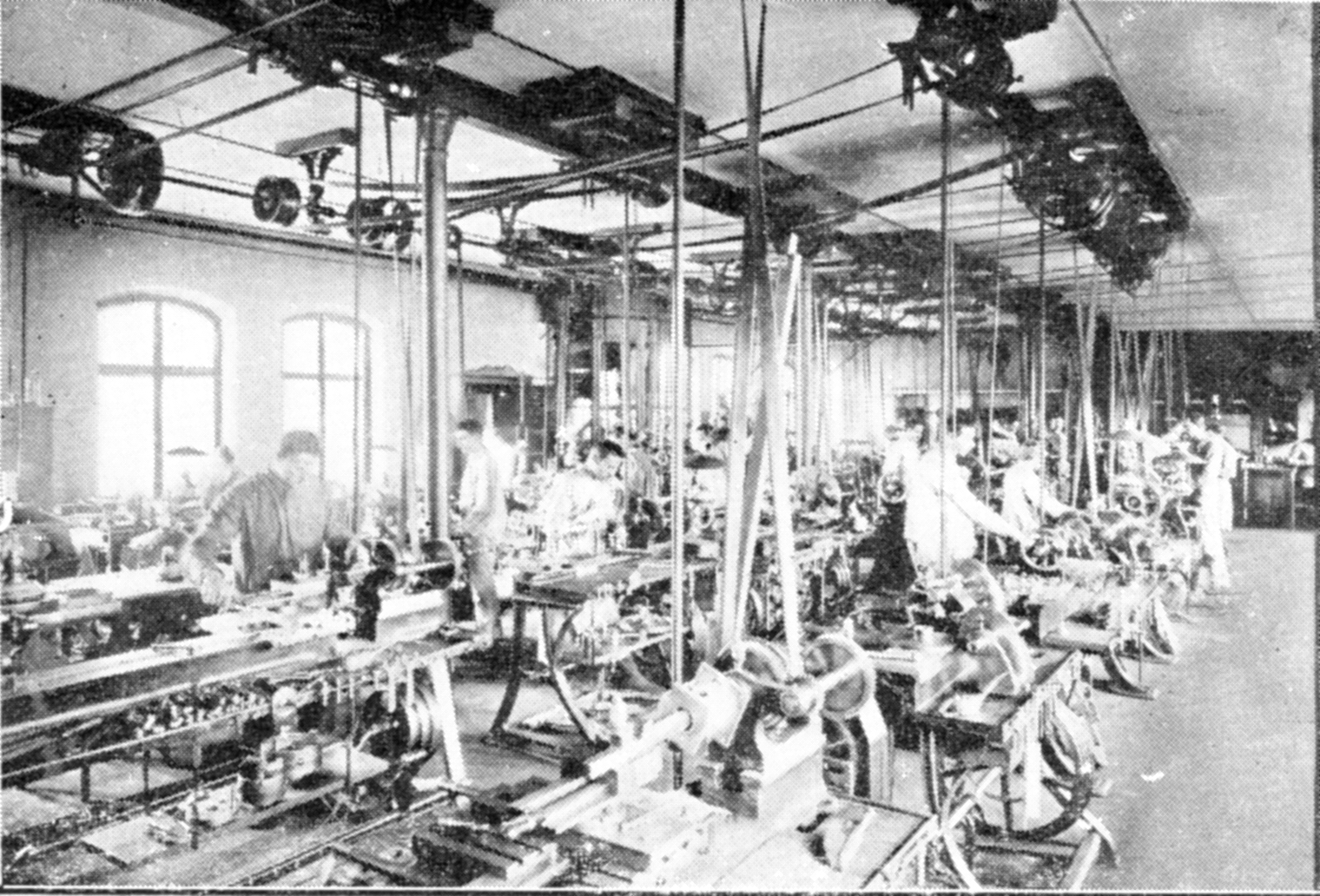
Fabrik-Innenansicht: Unterer Drehsaal 2
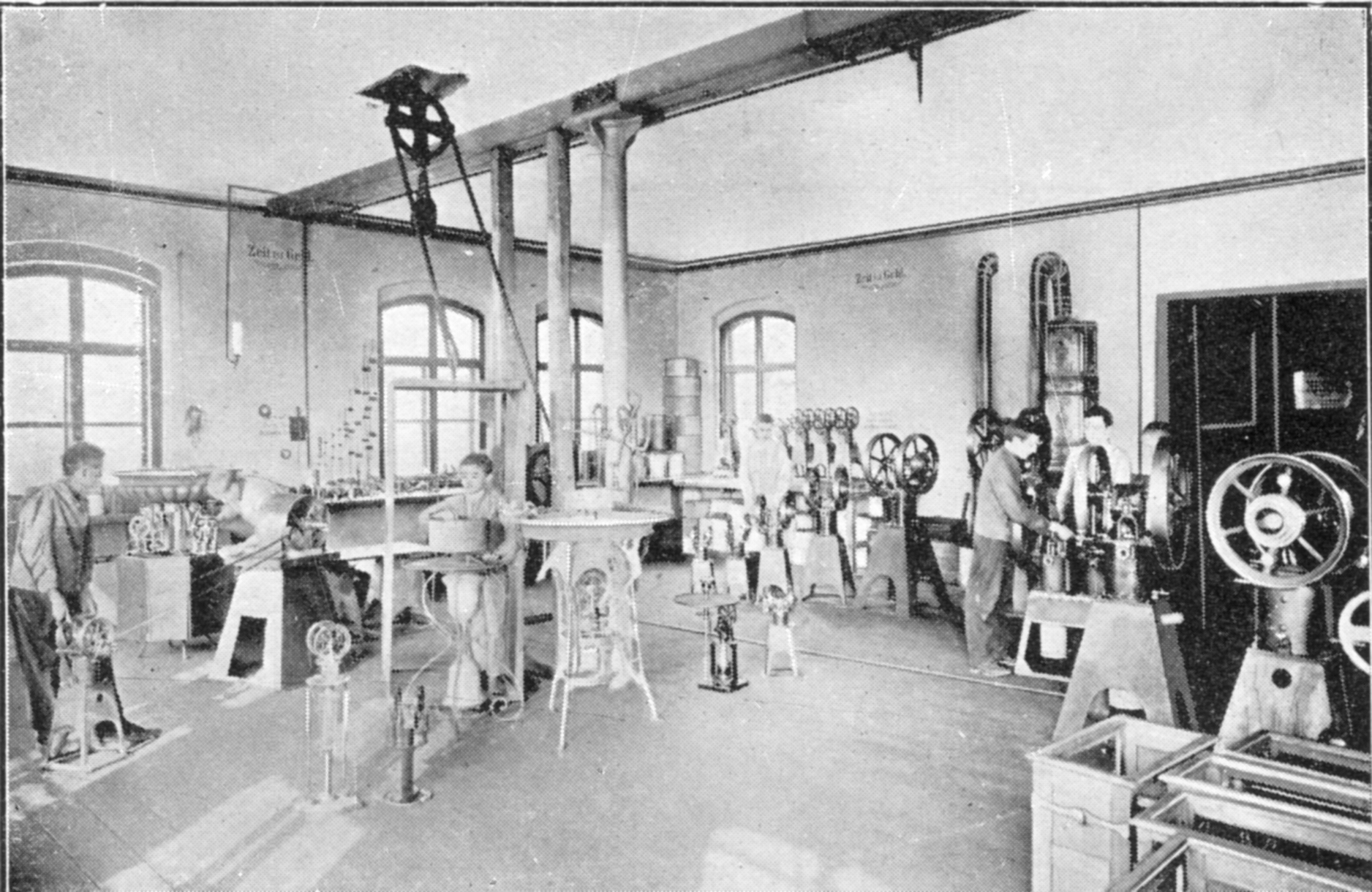
Fabrik-Innenansicht: Laboratorium und Probiersaal zum Testen
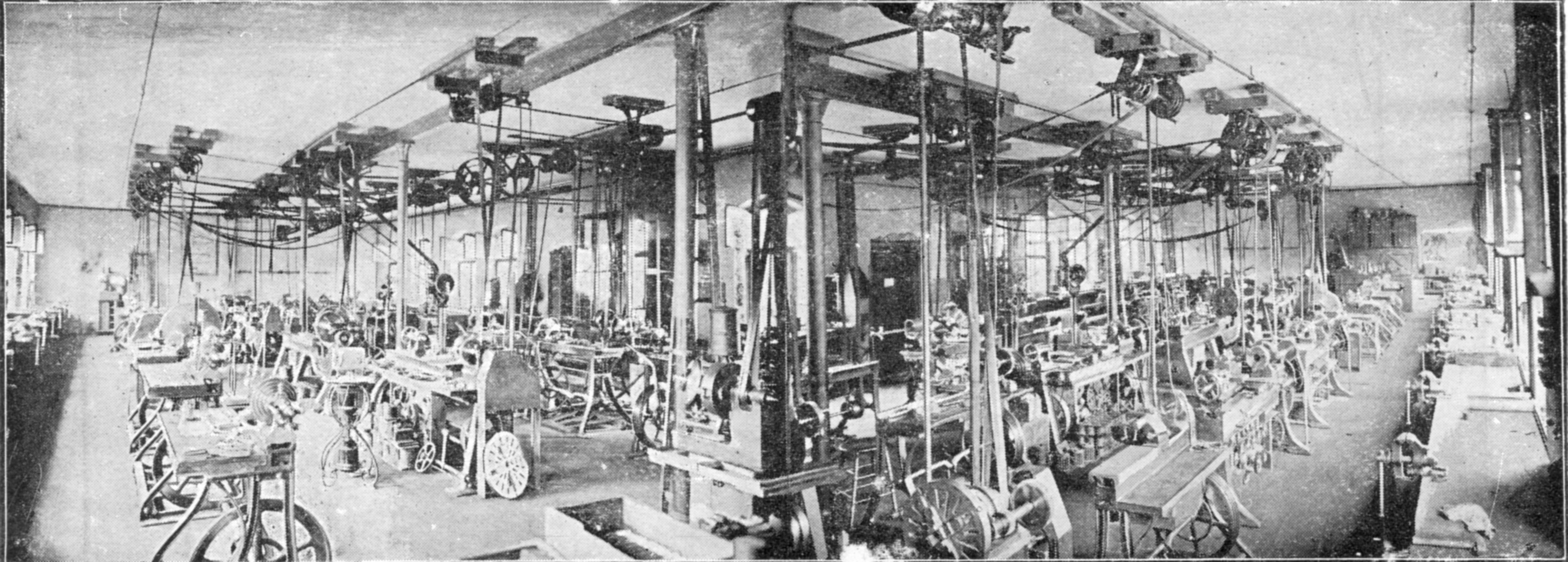
Fabrik-Innenansicht: Oberer Drehsaal

Im Jahre 1914 hatte die Fabrik folgende Teilbereiche: Ein Gebäude für Schlosserei, Klempnerei, Lackiererei, ein weiteres Gebäude für die Dreherei mit einem oberen und einem unteren Drehsaal und einem Laboratorium nebst Probiersaal für Testläufe, sowie ein Kontorgebäude für Verkaufsbüros und
Lager. In den parkähnlichen angelegten Gärten der Dreherei und des Kontorgebäudes befanden sich Brunnenanlagen mit 4 Meter Durchmesser. Diese waren mit dekorativen sprühenden Gartenfontänen versehen, die durch Heinrici-Motoren angetrieben wurden.

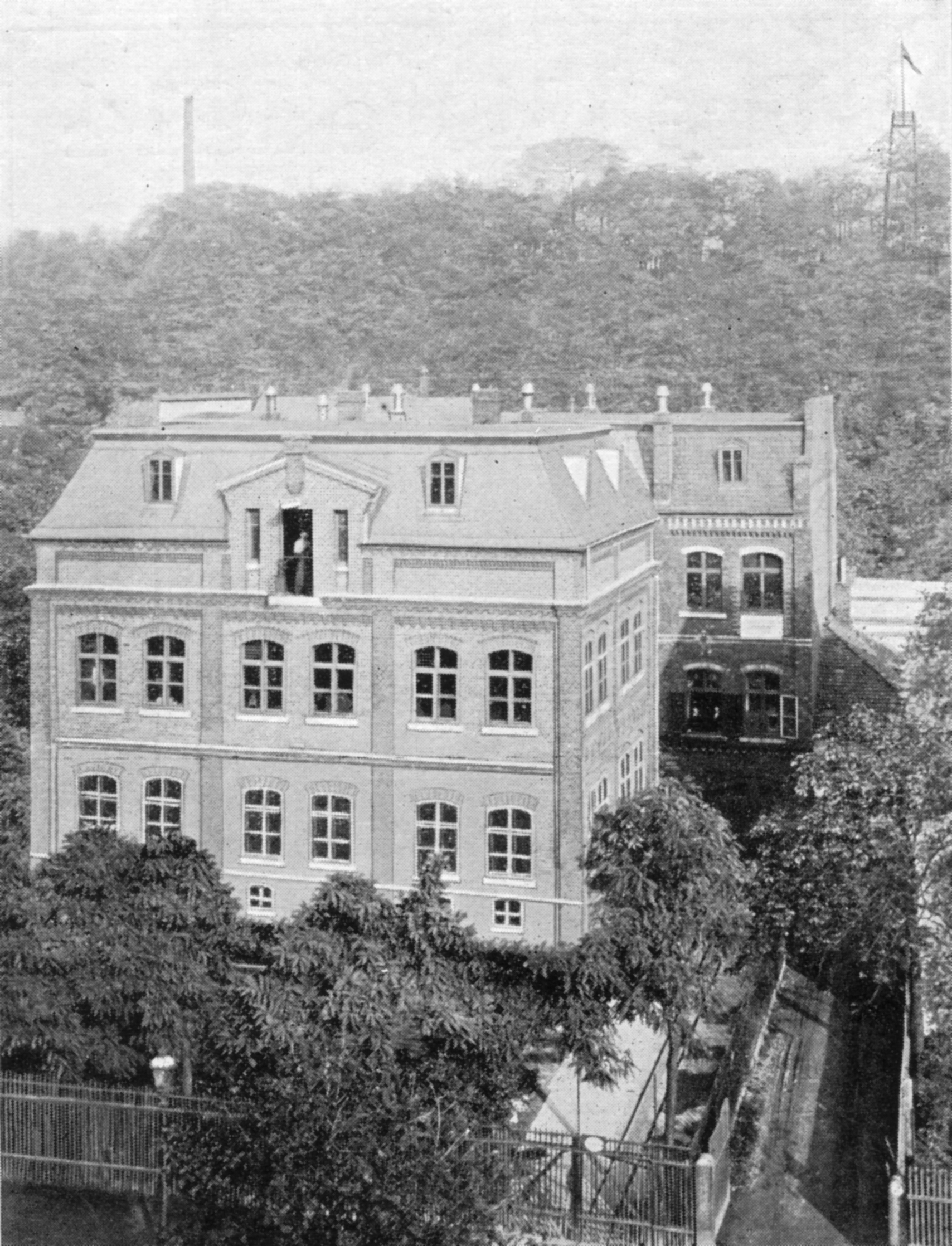
Heinrici-Fabrik: Schlosserei, Klempnerei, Lackiererei
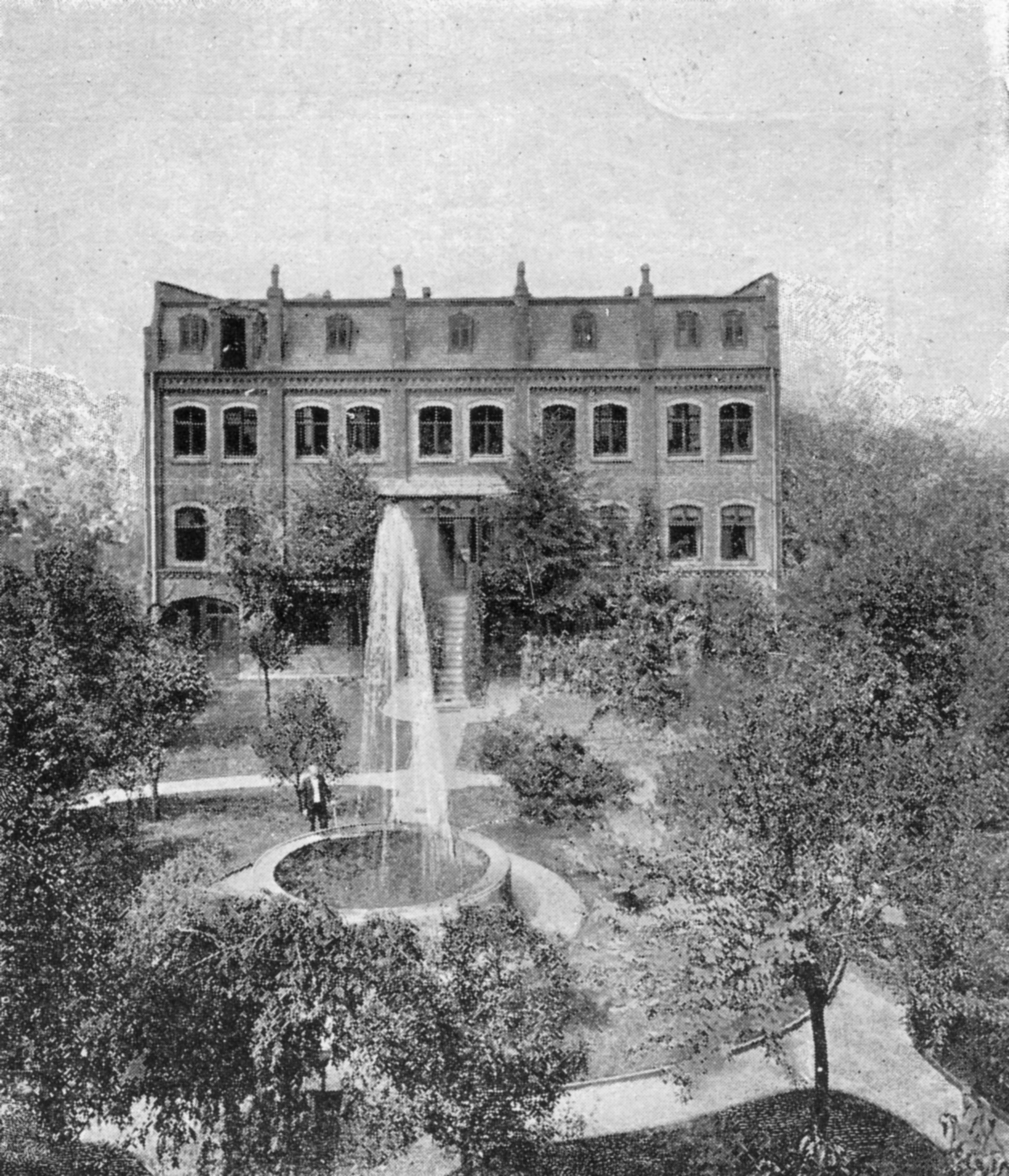
Heinrici-Fabrik: Dreherei – Die Gartenfontäne wurde durch einen Heinrici-Motor angetrieben
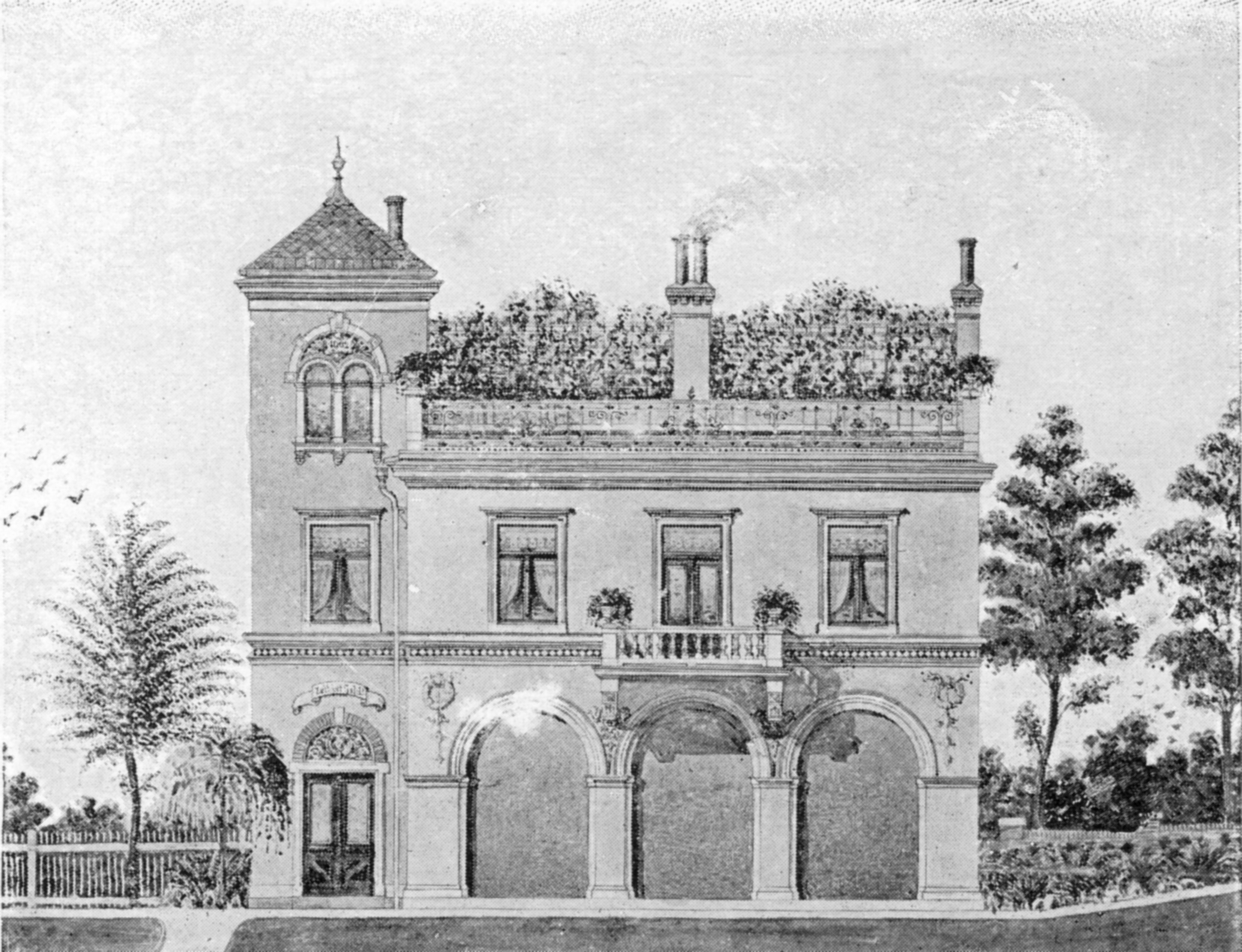
Heinrici-Fabrik: Kontorgebäude – Bürogebäude und Warenlager
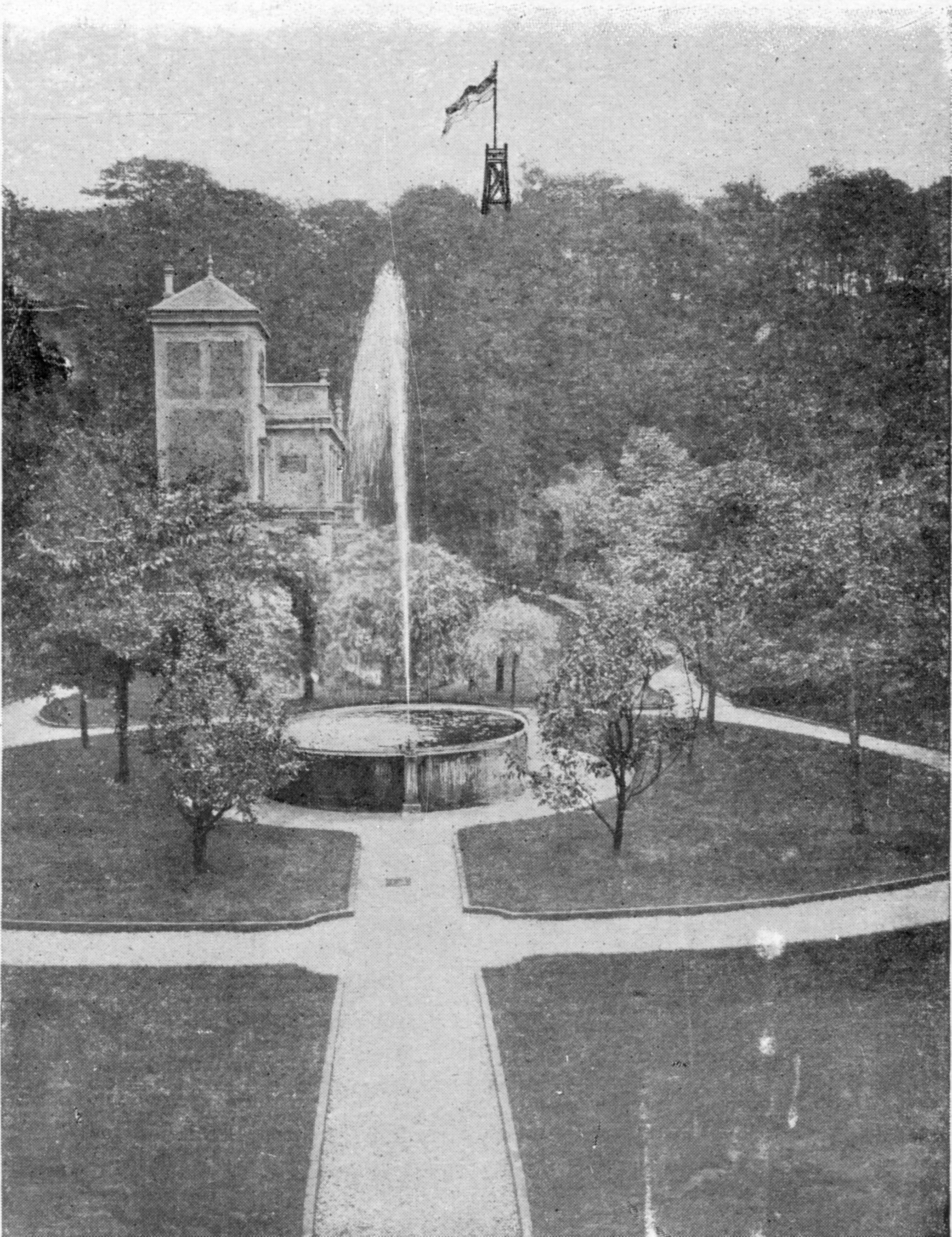
Heinrici-Fabrik: Seitenansicht Kontorgebäude – GDie Gartenfontäne wurde durch einen Heinrici-Motor angetrieben

Im Jahr 1914 ist in dem Katalog des damals 67-jährigen Louis Heinrici zu lesen:
Heute nach 38jähriger Tätigkeit, fertige ich noch denselben Artikel in großem Maßstabe, den ich – Dank eingehendem Studium aller für die Konstruktion derartiger Maschinen maßgebenden Fragen wissenschaftlicher und technischer Natur, sowie unermüdlichen Vorwärtsstreben nach erreichbarster Vollkommenheit – im Welthandel an erste Stelle gebracht habe.
Nach 38 Jahren konnte Heinrici eine Stückzahl von insgesamt 21.000 verkauften Maschinen nachweisen.

## Produkte

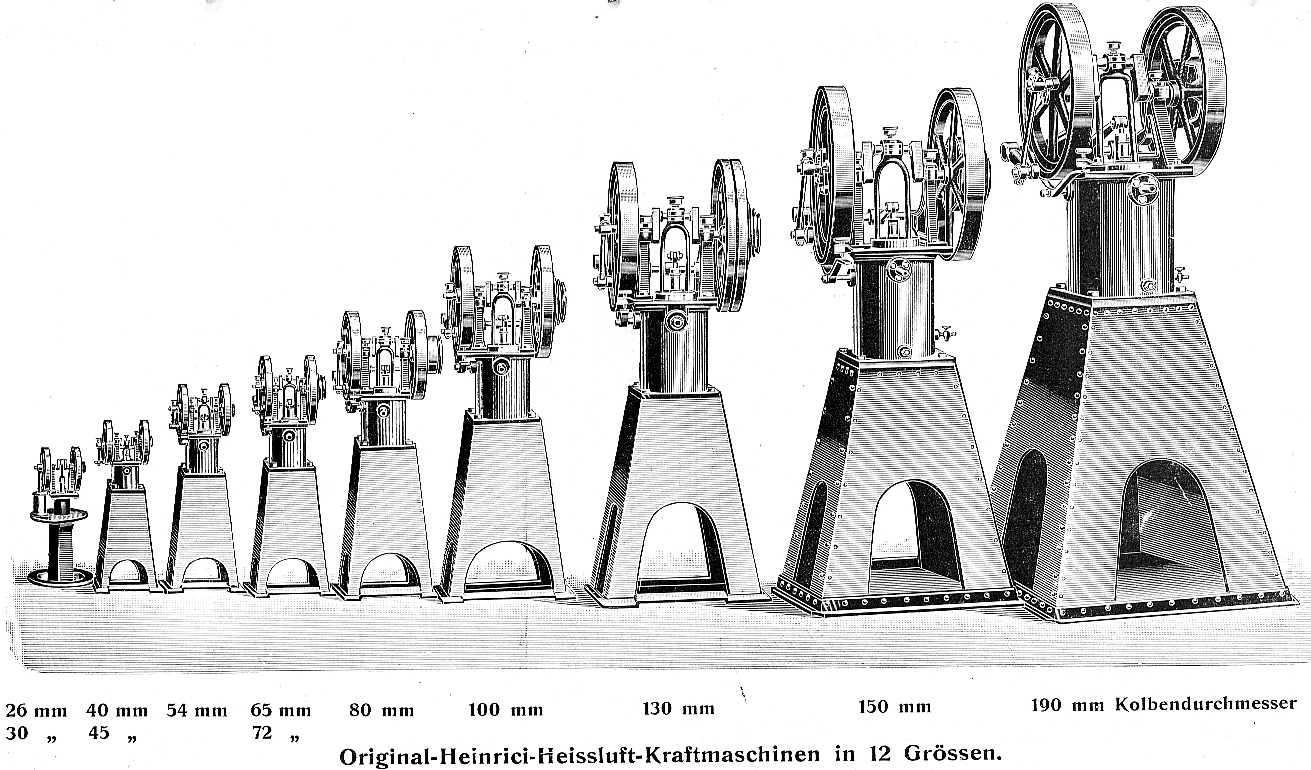
Heinrici-Heißluftmotoren in 12 Größen

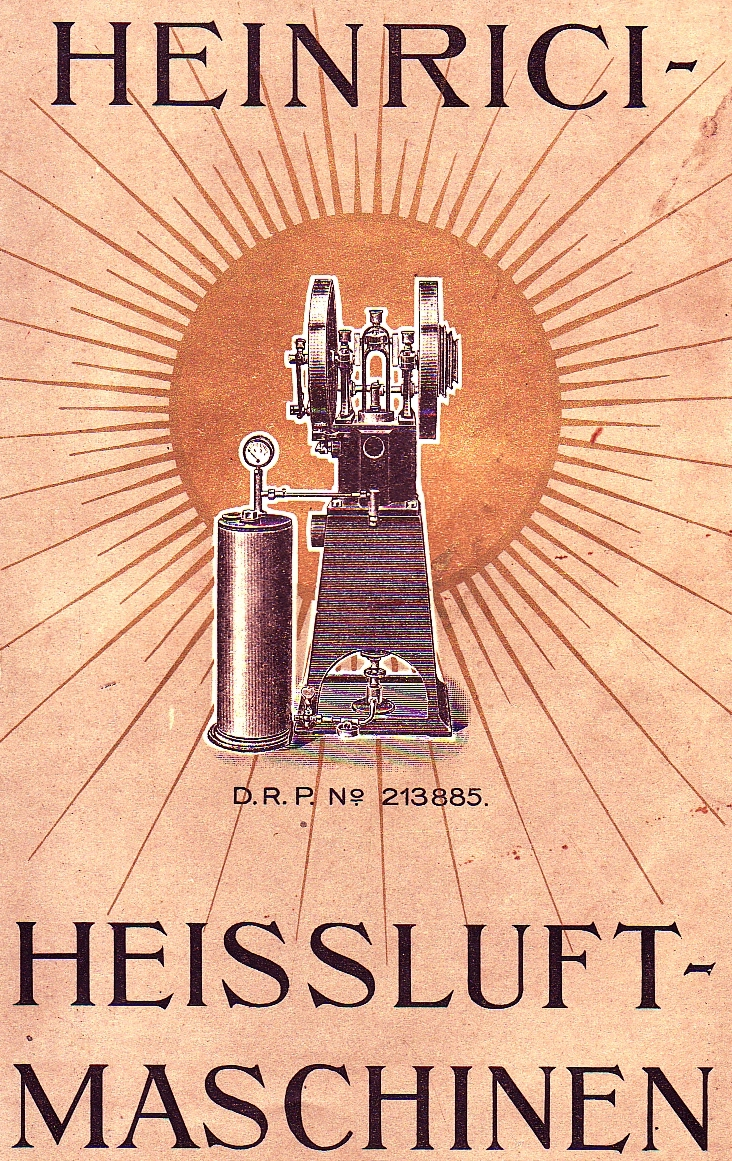
Heinrici-Katalog von 1914

Louis Heinrici baute über mehrere Jahrzehnte diverse Heißluft-Kleinmaschinen in zwölf Größen von 26 bis 190 mm Kolbendurchmesser und in den Leistungsbereichen von 1,5 W bis 200 W. Die Maschinen arbeiteten im oberen Bereich mit einem geschlossenen Kühlkreislauf, während im unteren Bereich Luftkühlung ausreichte. Die Drehzahl der laufenden Maschine betrug bei Belastung zwischen 120 und 200 Umdrehungen pro Minute. Die Leistung betrug bei 26 mm Kolbendurchmesser = 1/550 PS, bei 40 mm = 1/60 PS, bei 80 mm = 1/12 PS, bei 100 mm = 1/8 PS und bei 190 mm Kolbendurchmesser = 1/2 PS.
Die Maschinen konnten durch Gase, flüssige oder feste Brennstoffe (Leuchtgas, Petroleum, Holz) beheizt werden. Sie wogen zwischen 26 kg für die kleinste und 660 kg für die größte Maschine.
Eine Heißluftmaschine mit Außenheizung wurde im Jahre 1908,
eine Heißluftmaschine mit Innenheizung im Jahre 1919 zum Patent angemeldet.
Ingenieur E. Patzert, damaliger Lehrer der Ingenieurschule Zwickau, führte Bremsversuche an einigen Heinrici-Maschinen durch und erklärte in seinem Prüfprotokoll: Die Versuchsmotoren, die sämtlich zwanglos aus der Anzahl der fertiggestellten Maschinen gewählt wurden, zeichneten sich durch ruhigen, stetigen Gang aus und waren in Bezug auf Schmierung und Wartung äusserst anspruchslos.

## Vorteile
Die Vorteile der Maschinen waren:
- geräuscharmer Betrieb,
- langsamer Lauf – geringer Verschleiß
- wenig Geruchsbelästigung (durch Abgase)
- leichte Bedienung, schnell betriebsbereit
- relativ gefahrlos
- heizbar mit jedem Brennstoff oder elektrisch
- seinerzeit überall aufstellbar, ohne eine behördliche Genehmigung
- unabhängig von der Verfügbarkeit von Gas, Strom oder Wasser einsetzbar

## Anwendungsbereich
- Antrieb von Zimmer-Ventilatoren und Gebläsen
- Schaufensterreklame-Drehwerk mit Drehtellern
- Drehwerk für Christbaumständer
- Antrieb aller Art von Wasserpumpen
- Betrieb von Teichspringbrunnen und Gartenfontänen
- Stromerzeugung mit Dynamo
- Rührapparate und Schüttelwerke in Krankenhaus, Labor und chemischer Industrie

## Kosten
Die kleinste Maschine mit 26 mm Kolbendurchmesser (KD) kostete damals 30 Mark, was verglichen mit der heutigen Währung, multipliziert mit dem Faktor 8, ungefähr 240 Euro entsprechen würde. Nachfolgend die Heinrici-Maschinen Katalogpreise aus dem Jahr 1914:
- 30 mm KD = 40 Mark
- 40 mm KD = 75 Mark
- 45 mm KD = 85 Mark
- 54 mm KD = 96 Mark
- 65 mm KD = 130 Mark
- 72 mm KD = 180 Mark
- 80 mm KD = 220 Mark
- 100 mm KD = 290 Mark
- 130 mm KD = 620 Mark
- 150 mm KD = 745 Mark
- 190 mm KD = 960 Mark